# Jours fériés en Ukraine
Les jours fériés de l'Ukraine (en ukrainien : Свята України romanisé : Sviata OUkraïny) sont des jours chômés officiels pendant lesquels les employeurs ukrainiens sont tenus de continuer à verser à leurs employés les salaires de la Verkhovna Rada adoptée du Code du travail de l'Ukraine depuis le 20 juillet 2023 11 jours par an le statut officiel des jours chômés. Vous trouverez ci–dessous une liste complète des jours fériés et des jours chômés en Ukraine.

## Vacances publiques
Remarque : Le tableau répertorie uniquement les jours fériés, par ex. Les jours fériés, qui sont considérés comme des jours de repos public (jours chômés).
| Date                                   | origine       | Nom français                                                                                      | Nom Ukrainien officiel (nom local informel) | Remarques |
| -------------------------------------- | ------------- | ------------------------------------------------------------------------------------------------- | --- | --- |
| 1er janvier                            | État          | Jour de l'an                                                                                      | Новий рік (Novyy rik) | |
| 8 mars                                 | État          | Journée internationale de la femme                                                                | Міжнародний жіночий день (Mijnarodnyy jinotchyy den) | |
| Dimanche entre le 4 avril et le 8 mai  | Christianisme | Pâques                                                                                            | Великдень (Velykden) | Calendrier julien révisé                                                                                                |
| 1er mai                                | État          | Fête du travail                                                                                   | День праці (Den pratsi) | Jusqu'en 2018, le 2 mai était aussi un jour férié                                                                       |
| 8 mai                                  | État          | Journée du souvenir et de la victoire sur le nazisme pendant la Seconde Guerre mondiale 1939-1945 | День пам'яті та перемоги над нацизмом у Другій світовій війні 1939 – 1945 років (Den pam'iati ta peremohy nad natsyzmom ou Drouhiy svitoviy viyni 1939 – 1945 rokiv) | Pour commémorer la fin de la Seconde Guerre mondiale et la victoire des Alliés sur l'État nazi                          |
| Dimanche entre le 23 mai et le 26 juin | Christianisme | Pentecôte                                                                                         | Трійця (Triitsia) | Calendrier julien révisé                                                                                                |
| 28 juin                                | État          | Jour de la Constitution de l'Ukraine                                                              | День Конституції України (Den Konstytoutsiï OUkraïny) | Il commémore la Constitution ukrainienne de 1996                                                                        |
| 15 juillet                             | État          | Jour de l'État ukrainien                                                                          | День Української Державності (Den OUkraïnskoï Derjavnosti) | Commémoration de la christianisation de la Kievan Rus' (28 juillet à 2023)                                              |
| 24. août                               | État          | Jour de l'indépendance de l'Ukraine                                                               | День незалежності України (Den nezalejnosti OUkraïny) | Indépendance de l'URSS en 1991 (16 juillet à 1991)                                                                      |
| 1er octobre                            | État          | Journée des défenseurs et défenseuses de l'Ukraine                                                | День захисників і захисниць України (Den zakhysnykiv i zakhysnyts OUkraïny)                                                                                          | Depuis 2015 (célébrée en 14 octobre jusqu'en 2022)                                                                      |
| 25 décembre                            | Christianisme | Nativité du Seigneur                                                                              | Різдво Христове (Risdvo Khrystove) | Fête religieuse depuis 2017, précédemment célébrée le 7 janvier (célébrée les 7 janvier et 25 décembre de 2017 à 2022), |

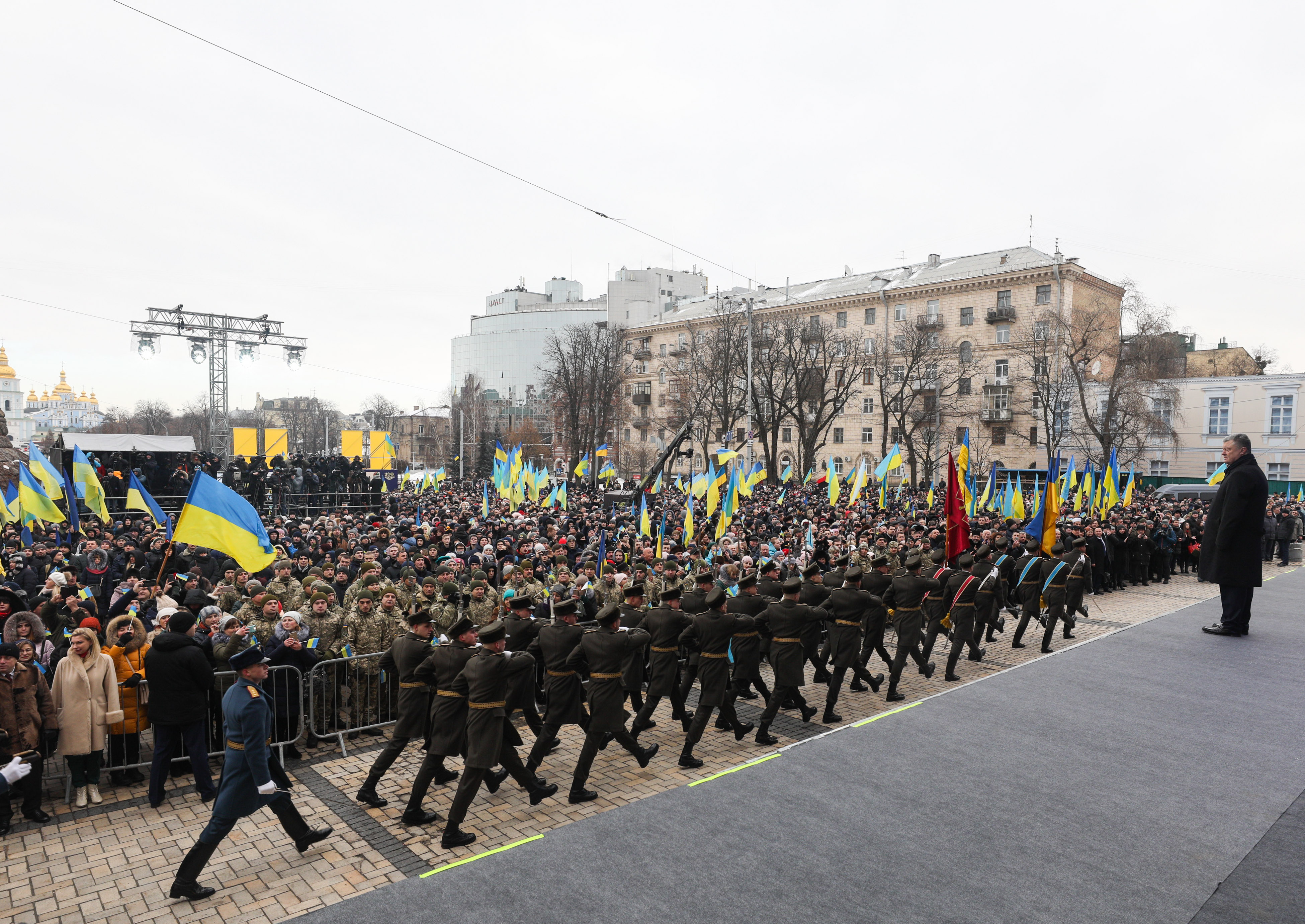
Événement de la Journée de l'unité ukrainienne, 2019

Si un jour férié tombe un week-end (par exemple samedi ou dimanche), le jour ouvrable suivant (par exemple lundi) devient également le jour de congé officiel.
Lorsqu'il n'y a qu'un ou deux jours ouvrables entre un jour férié et un autre jour non ouvrable, le Cabinet des ministres de l'Ukraine émet généralement une recommandation pour éviter cet écart en déplaçant ces jours ouvrables vers un samedi spécifique (c'est-à-dire pour éviter des jours fériés), mais pour compenser en travaillant un autre jour qui serait chômé). En règle générale, ces recommandations ne concernent que les employés dont les jours de congé hebdomadaires sont le samedi et le dimanche.
Avant que l'Église orthodoxe d'Ukraine et l'Église gréco-catholique ukrainienne ne passent au сalendrier julien révisé en septembre 2023, toutes les fêtes religieuses étaient observées selon le calendrier julien, depuis lors, Noël est officiellement célébré le 25 décembre. De 2017 à 2022, Noël en Ukraine a été célébré deux jours différents, le 7 janvier (la date de la fête selon le calendrier julien) et le 25 décembre  (jour férié selon les calendriers grégorien et julien révisé). À partir de 2023, Noël en Ukraine ne sera officiellement célébré que le 25 décembre,,,.

## Jours fériés

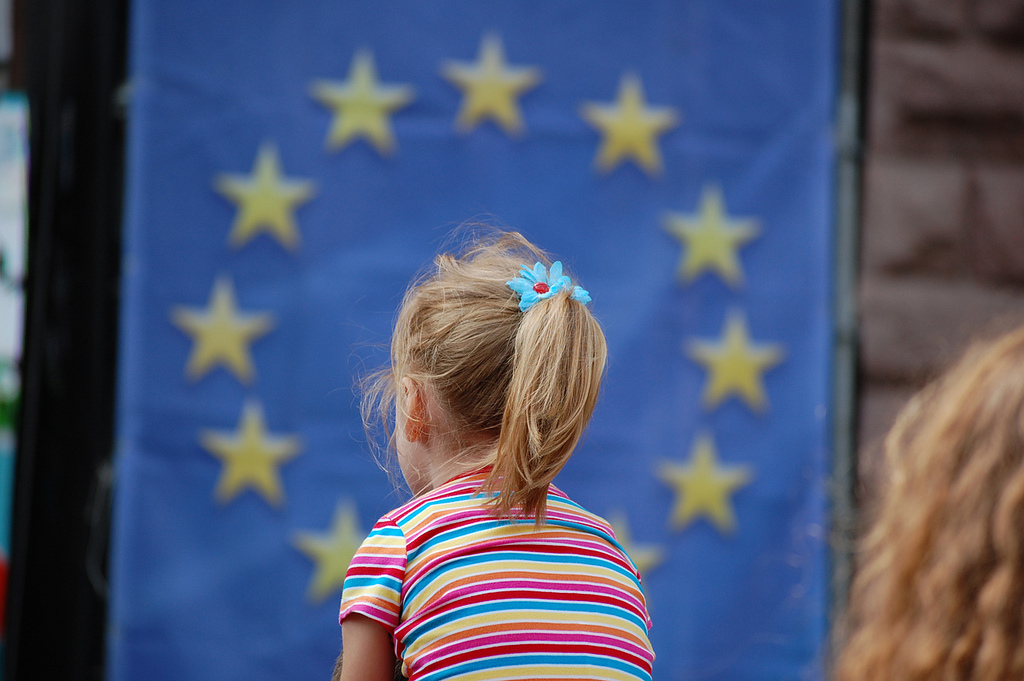
Célébration de la Journée de l'Europe sur Krechtchatyk, ville de Kyïv. 19 mai 2012.

Les jours suivants sont des jours fériés en Ukraine, bien qu'ils ne soient pas des jours de repos :
- 22 janvier – Journée de l'unité ukrainienne
- 9 mai – Journée de l'Europe[10]
- 23 août – Jour du drapeau national
- 21 novembre – Journée de la dignité et de la liberté
- 6 décembre - Jour des forces armées de l'Ukraine[11]

## Jours fériés supprimés
- 7 janvier – Noël
- 2 mai – Fête du travail
- 9 mai – Jour de la victoire sur le nazisme pendant la Seconde Guerre mondiale
- 16 juillet – Fête de l'indépendance de l'Ukraine
- 7 novembre – 8 novembre – Anniversaire de la Grande Révolution socialiste d'Octobre